# Wilhelm Uddén
Olof Wilhelm Uddén, född 4 augusti 1799 i Stockholm, död 3 maj 1868, var en svensk tonsättare och pianist.

## Biografi
Uddén föddes 4 augusti 1799 i Stockholm han var son till kyrkoherden Johan Uddén och poeten Catharina Christina Uddén. Uddén var elev till Thomas Byström och Erik Drake. Han var anställd vid Tullverket till 1846 och grundade då ett musikinstitut i Stockholm. Uddén var medlem av Par Bricole och Harmoniska Sällskapet. Han invaldes som ledamot (associé nr 64) av Kungliga Musikaliska Akademien den 16 december 1853.

## Musik
Uddén komponerade ett betydande antal verk, såsom tonsättningen av Erik Johan Stagnelius "balett" Narcissus, sånger for mansröster, sex häften, en mässa, soldatmarscher för stor blåsorkester, sånger med mera.
- Hösten är kommen, text Carl Fredric Dahlgren för manskör
- Jagtsång, för manskör